# 市川寛
市川 寛（いちかわ ひろし、1965年 - ）は神奈川県出身の弁護士（45期）。登録番号35119、第二東京弁護士会所属。元検察官かつ冤罪加害者としての立場から、日本の検察組織の病理を批判する言論活動をおこなっている。また浅見理都『クジャクのダンス、誰が見た?』などの漫画の法律監修も務めている。

## 経歴
小学生の頃は漫画家志望であり、後年（1991年）、司法修習中には第45期『寮祭』のパンフレットのイラストを描いたことがある。神奈川県立湘南高等学校の同学年で写真部の仲間にミュージシャンの津上研太がいた。早稲田大学法学部受験に失敗し、一浪で中央大学法学部に入学し卒業。1990年、司法試験に合格。検察実務修習では男女合同でアダルトビデオを全員一緒に観せられたことがある。1993年、検事任官。後年「私のＰ時代は、わいせつビデオ所持の起訴状に表題を一つ記載していたところ、公判検事が赤面して読めないタイトルを敢えて書くという嫌がらせが蔓延していました」「退屈な（と言うと多くの方々に失礼ですが）仕事の中での一服の清涼剤だったんでしょうね」と発言している。
横浜地検配属後、徳島・大阪・横浜・佐賀・横浜などの各地検で勤務。2000年から佐賀地検に三席検事として勤務、2001年の佐賀市農協背任事件で主任検事を務める。このとき、取調の過程で、同事件の被疑者を「ふざけんな、この野郎、ぶっ殺すぞ、お前」などと脅迫・恫喝し、虚偽の自白調書を作成して無理に起訴する。のち、みずからの違法な取調べを公判廷で証言。結果として、被告人は無罪が確定する。
この無罪判決を受けて2005年に検察官を辞職。2007年に弁護士登録し、2014年からアパリ法律事務所（東京都新宿区）に勤務。のち、かなえ国際法律事務所（東京都港区）に移り今日に至る。
この間、2011年5月22日にTV出演し、佐賀市農協背任事件の元被疑者家族に土下座して謝罪。その翌日、明治大学で開催されたシンポジウムに出席して、自らの受けた検察教育の実態などを赤裸々に証言し、この全発言がニコニコ生放送やUtreamなどで中継されていたこともあり、大きな話題となった。これがたまたま会場に来ていた編集者の目に止まり、毎日新聞社から『検事失格』を上梓する。
私生活ではアマチュアの音楽活動をおこない、ロックバンドで活動。自作自演の楽曲をYouTubeで公開しているほか、オリエント工業のラブドールを使って「理想の（女性）ギタリスト、ベーシスト」をテーマに撮影した写真をインスタグラムで公開しており、「ファッション関係、音楽関係、写真関係の方々と繋がれたら嬉しい」と発言している。

## 著書
- 『検事失格』（毎日新聞社、2012年2月）（新潮文庫2015年1月）
- 『ナリ検 ある次席検事の挑戦』（日本評論社、2020年9月）